# سويرد موي ويلتن
سويرد موي ويلتن (بالهولندية: Bertus Mooi Wilten)‏ (30 نوفمبر 1913 – 27 يونيو 1965) هو سبّاح هولندي راحل، مثّل بلاده في الألعاب الأولمبية الصيفية 1936.

## روابط خارجية
سويرد موي ويلتن على موقع أوليمبيديا (الإنجليزية)